# 前704年
| 千纪： | 前1千纪 |
| 世纪： | 前9世纪 \| 前8世纪 \| 前7世纪 |
| 年代： | 前730年代 \| 前720年代 \| 前710年代 \| 前700年代 \| 前690年代 \| 前680年代 \| 前670年代 |
| 年份： | 前709年 \| 前708年 \| 前707年 \| 前706年 \| 前705年 \| 前704年 \| 前703年 \| 前702年 \| 前701年 \| 前700年 \| 前699年 |
| 纪年： | 乙亥年（牛年）；周桓王十六年；魯桓公八年；秦憲公十二年；陳厲公三年；蔡桓侯十一年；鄭莊公四十年；宋莊公七年；楚武王三十七年；齊僖公二十七年；晉侯緡三年；曲沃武公十二年；燕宣侯七年；衛宣公十五年；曹桓公五十三年；杞武公四十七年 |

## 大事记
- 楚武王熊通稱王。楚武王大會諸侯於沈鹿（湖北鍾祥），黃國（河南潢川）、隨國不至。楚遣使責黃，而以大軍擊隨，戰於速杞，隨軍大敗，乞和。
- 曲沃滅翼之戰，後來周桓王命虢國（河南三門峽）君主虢仲攻曲沃，立晉哀侯弟晉侯緡[1]。
- 杞武公卒，子杞靖公嗣位。
- 秦寧公卒，子秦出子嗣位。